# Quinetoscopio

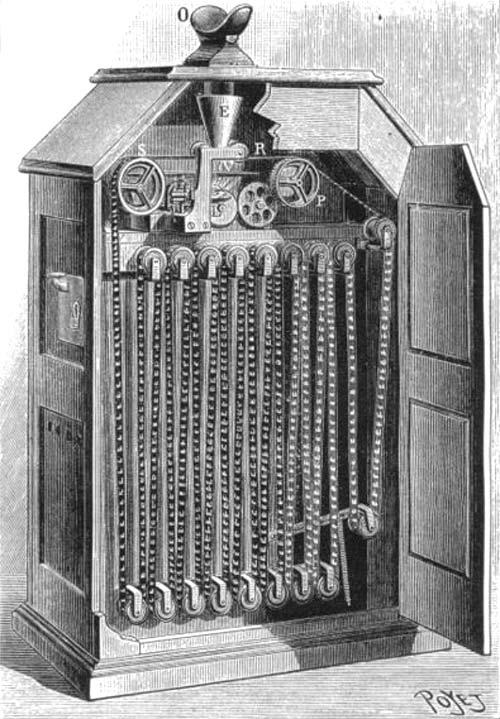
Un quinetoscopio con la tapa abierta, mostrando la película: una cinta sin fin; y el visor superior abierto.

El quinetoscopio (también kinetoscopio o cinetoscopio)  fue el precursor del moderno proyector de películas, aunque el dispositivo no se trataba de un proyector de películas, sino que introdujo el enfoque básico que se convertiría en el estándar para todas las proyecciones cinematográficas antes del advenimiento del vídeo, al crear la ilusión de movimiento transportando una tira de película perforada con imágenes secuenciales sobre una fuente de luz con un obturador de alta velocidad. 
El primer concepto fue de Thomas Edison en 1889, y posteriormente fue desarrollado por su empleado William Kennedy Laurie Dickson entre 1889 y 1895. 
Existe un precursor, realizado por Louis Le Prince y patentado en 1888, antes del invento de "Edison", solo que Le Prince, desapareció en circunstancias extrañas cuando se dirigía a patentar su invento en Londres. Dickson y su equipo en el laboratorio de Edison también diseñaron el quinetógrafo, una innovadora cámara de cine con movimiento de película intermitente para fotografiar películas para experimentos internos y, finalmente, presentaciones comerciales de quinetoscopio.
Un prototipo del quinetoscopio se mostró en la Federación Nacional de Clubes femeninos el 20 de mayo de 1891, y la primera demostración pública se llevó a cabo en el Instituto de Artes y Ciencias de Brooklyn el 9 de mayo de 1893. Además, su popularización en Europa fue rápida, ya que Edison no se interesó en buscar patentes, y cuando el público hubo conocido su creación, comenzaron a aparecer numerosas copias. A continuación, en 1895, Edison introdujo el quinetófono, que se unió al quinetoscopio con un fonógrafo de cilindro. Se sabe, además, que muchos de los sistemas de proyección "desarrollados" por la firma de Edison en años posteriores usaron el nombre de quinetoscopio.

## Historia
De acuerdo con los hechos históricos, antes de tener la idea, Edison se inspiró en una visita que hizo a Eadweard Muybridge en 1888, quien desarrollaba una invención a la que llamó zoopraxiscopio. Parece ser que la intención de Muybridge era financiar y promover una mayor colaboración con Edison en la elaboración de un diseño de una máquina que pudiera emitir sonido y proyectar imágenes a la vez. En este diseño se incluía el fonógrafo inventado por Edison.
Entonces, Edison, impresionado e inspirado a robar las ideas de Muybridge, rápidamente y curiosamente, registró la patente de una máquina que podría "hacer para los ojos aquello que el fonógrafo hace para los oídos". Asignó la tarea del nuevo diseño a Laurie Dickson, y decidió llamar a "su" invento "quinetoscopio" (kinetoscope), como resultado de la combinación de las palabras griegas kineto (movimiento) y scopos (ver).
Edison, Dickson y otros trabajadores del laboratorio de Edison, realizaron pocos progresos en el diseño, ya que la idea de utilizar cilindros rotativos solamente permitiría proyectar animaciones demasiado cortas, teniendo en cuenta la limitación del diámetro del cilindro. El proyecto quedó paralizado, pero se reemprendió después de una visita de Edison a Etienne-Jules Marey, un médico y fotógrafo francés que había desarrollado un "cronofotógrafo", con el cual utilizaba una tira de película mucho más larga que el diámetro de cualquier cilindro utilizable.
Los trabajos de John Carbutt sobre la película de celuloide ofrecieron más progresos en esta dirección, ya que William Heise, trabajando con Dickson en los laboratorios de Edison, incorporó este avance. La película se diseñó como una cinta circular, que serpenteaba alrededor de una serie de ejes dentro de una caja de madera, y se podía ver mirando hacia abajo desde una abertura. Así, los laboratorios desarrollaron una nueva cámara para utilizar esta película, el Kinetófono.
El 20 de mayo de 1891, la primera proyección pública del prototipo de quinetoscopio de Edison se realizó en sus laboratorios, para una convención de la Federación Nacional de Clubs de Mujeres de los EUA. La presentación pública del quinetoscopio completo tuvo lugar en el Instituto de las Artes y las Ciencias de Brooklyn el 9 de mayo de 1893.

## Funcionamiento y uso
Popular en fiestas de carnavales y atracciones, el kinetoscopio era un aparato destinado a la visión individual de bandas de imágenes sin fin, aunque no permitía su proyección sobre una pantalla. Era una caja de madera vertical con una serie de bobinas sobre las que corrían 14 m de película en un bucle continuo.
La película, en movimiento constante, pasaba ante una lámpara eléctrica y por debajo de un cristal ampliador colocado en la parte superior de la caja. Entre la lámpara y la película había un obturador de disco rotatorio, perforado con una estrecha ranura, que iluminaba cada fotograma tan brevemente que congelaba el movimiento de la película, proporcionando unas 40 imágenes por segundo.
Las películas utilizadas, de 3/4 de pulgada (19 mm), eran movidas mediante de un mecanismo de alimentación horizontal. Las imágenes eran circulares. El visor individual se ponía en marcha introduciéndole una moneda que activaba el motor eléctrico y ofrecía una visualización de unos 20 segundos.
Las salas de kinetoscopio, que funcionaban con una moneda, surgieron en Nueva York a finales de 1890.

## Quinetófono
El quinetófono (kinetófono) fue un intento temprano de Edison y Dickson para crear un sistema de película sonora. Los informes sugieren que en julio de 1893, y un quinetoscopio, acompañado por un fonógrafo de cilindro, fueron presentados en la Feria Mundial de Chicago. La primera prueba conocida hasta el momento realizada con el quinetófono, sufrió un disparo en el estudio de Nueva Jersey de Edison, a finales de 1894 o principios de 1895. Actualmente se la conoce como ''La Película Experimental de Sonido de Dickson'' (The Dickson Experimental Sound Film); que, junto con una breve película de 1913 llamada ''Nursery Favoritos'', y una película de demostración de 1912; son las únicas películas de sonido grabado en vivo supervivientes. En marzo de 1895, Edison ofreció el dispositivo para la venta, aunque sin innovaciones tecnológicas, pues era un quinetoscopio cuyo gabinete modificado incluía un fonógrafo de cilindro acompañante. Además, los propietarios de quinetoscopios también se les ofrecieron kits con los cuales actualizar su equipo, por lo que las primeras exposiciones de quinetófono parecen haber tenido lugar en abril.
El historiador David Robinson dijo: "El quinetófono no hizo ningún intento de sincronización. El espectador escuchó el fonógrafo a través de tubos ocultos en el gabinete, que interpretaban música u otros sonidos". El historiador Douglas Gomery coincide, "[Edison] no intentó sincronizar el sonido y la imagen". Por otro lado, Mark Ulano dijo ''Tan sólo se crearon 45 quinetófonos. Estos no funcionaban de forma sincronizada más que la imagen encendida cuando mirabas, y apagada cuando estaba parado''. Aunque la prueba sobreviviente de Dickson incluye sonido grabado en vivo, seguramente la mayoría de las películas comercializadas para el quinetófono fueron grabadas como silentes, predominantes los temas de marcha o baile. A pesar de que Edison siguió su sueño de asegurar la popularidad del quinetoscopio añadiendo sonido a su atractivo, muchos en el campo comenzaron a sospechar que la proyección de la película era el siguiente paso que debería seguirse.